# Cantone di Savignac-les-Églises
Il Cantone di Savignac-les-Églises era una divisione amministrativa dell'arrondissement di Périgueux.
A seguito della riforma approvata con decreto del 21 febbraio 2014, che ha avuto attuazione dopo le elezioni dipartimentali del 2015, è stato soppresso.

## Composizione
Comprendeva i comuni di:
- Antonne-et-Trigonant
- Le Change
- Cornille
- Coulaures
- Cubjac
- Escoire
- Ligueux
- Mayac
- Négrondes
- Saint-Pantaly-d'Ans
- Saint-Vincent-sur-l'Isle
- Sarliac-sur-l'Isle
- Savignac-les-Églises
- Sorges